# SLC27A6
SLC27A6‏ (Solute carrier family 27 member 6) هوَ بروتين يُشَفر بواسطة جين SLC27A6 في الإنسان.